# Großlohra

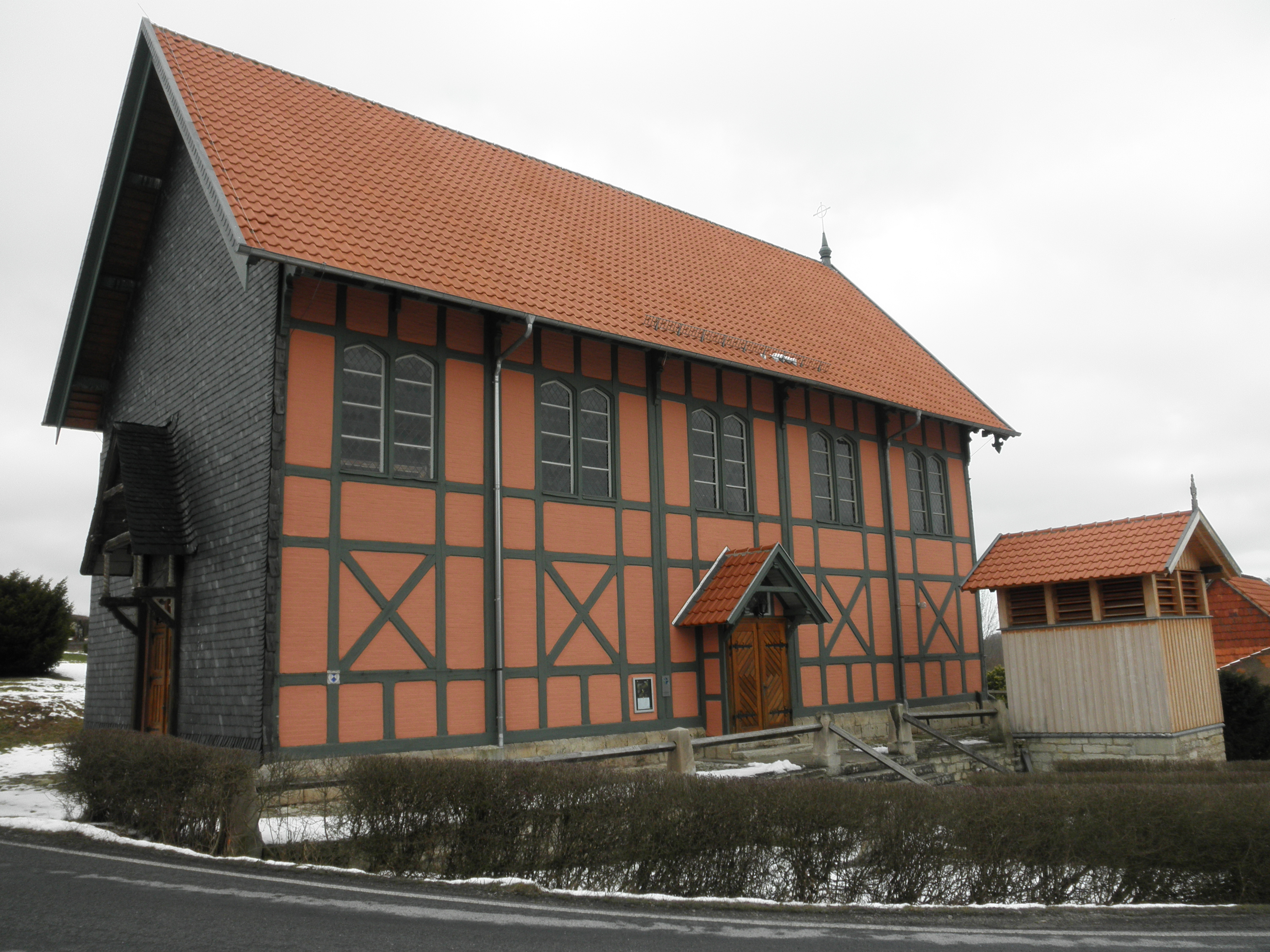
Église évangélique de Großlohra.

Großlohra est une municipalité allemande du land de Thuringe, dans l'arrondissement de Nordhausen, au centre de l'Allemagne. 